# Kwyet Kinks
Kwyet Kinks é o terceiro EP da banda britânica The Kinks, gravado em setembro de 1965. Ao contrário de seus outros EP, esse tinha todas as suas faixas autorais e exclusivas.

## Lista de faixas
- "Wait Till the Summer Comes Along"
- "Such a Shame"
- "A Well Respected Man"
- "Don't You Fret"

## Posição nas paradas musicais
| Parada (1965–66)              | Melhor posição |
| ----------------------------- | -------------- |
| Reino Unido (Record Mirror)   | 1              |
| Reino Unido (Record Retailer) | 1              |